# Powernoise
Powernoise is een muziekgenre.
Powernoise vindt zijn oorsprong in de in 1977 opgerichte industrialband Throbbing Gristle. De term industrial ging daarna verwijzen naar de meer ritmische varianten, zoals rhythmic industrial en electronic body music. In de loop van de jaren 1990, toen een nieuwe generatie opkwam die geïnspireerd was door aartsvaders Throbbing Gristle, gebruikten deze derhalve de naam powernoise, of ook wel power electronics.
Vrijwel alle bands in dit genre zijn omstreden. Vooral de vanaf begin jaren negentig actieve bands The Grey Wolves, Rasthof Dachau en Genocide Organ koketteerden actief met beelden uit nazi-Duitsland en geven blijk van een nihilistisch en misantropisch wereldbeeld. Andere bands, zoals Thorofon en Survival Unit, hebben een voorkeur voor terrorisme, terwijl acts als Haus Arafna, Sutcliffe Jügend, Whitehouse en Subliminal juist thema's als misantropie, serie- of massamoorden en martelingen aansnijden.
Muzikaal bestaat powernoise uit muren van noise en pulserende bassen en drones. Melodie is vrijwel volledig afwezig, en ritme wordt slechts vaag aangeduid door de pulserende drones, en even vaak ook helemaal niet. Eventuele teksten worden doorgaans hysterisch schreeuwend voorgedragen en zijn uitermate haatdragend en negatief.